# 笑福亭福圓
笑福亭 福圓（しょうふくてい ふくえん）は、上方落語の名跡。現在は空き名跡となっている。

五枚笹は、笑福亭一門の定紋である。

- 初代笑福亭福圓 - 初代笑福亭福松の門下に確認されているが、詳細不明。師匠・福松の「福」と、大師匠・2代目笑福亭圓笑の「圓」を取って名づけたという。本来の「2代目」についても詳細不明だが、後に改名したようである。本来の「3代目」は、後の2代目笑福亭福松。

以下に詳述する武藤雄二郎の福圓は、本来の「2代目」「3代目」がいずれも途中で改名したため、初代に継ぐ2代目としての名乗りをしている。
- 2代目笑福亭福圓 - 本項にて記述。

2代目 笑福亭福圓（しょうふくてい ふくえん、1884年 - 1944年12月17日）は、本名: 武藤 雄二郎。享年61。

## 経歴
大阪淡路町の生まれ。元は舞鶴藩士の子だという。商人の養子となった後。15、6歳から四季亭可遊の名で素人落語に加わり、芦廼家梅咲（後の5代目笑福亭松鶴）らと共に「浪花落語三枝連」を結成。後、林家花丸の門下で林家花女八（かめはち）。また三升家和歌之助（または若之助）を名乗り地方や端席出る。1907年ころ、藤原年史（後の3代目笑福亭圓笑）門下に移り、藤原年之助となる。
その後、1909年9月に師匠の3代目圓笑襲名に伴い、笑福亭圓光となるが、当時人気絶頂であった三遊亭圓子から、発音が似ているとクレームが来る。圓子は東京の出であるため、なぜ上方の噺家の方が改名せねばならぬのか、と一悶着あったが、7代目桂文治が改めて名づけ親になることで手を打ち、圓之助となる。後に準真打格となるに伴い、1913年5月に2代目福圓を襲名。
元々は2代目笑福亭枝鶴を襲名する予定で、襲名披露の準備までしていたが、当時、笑福亭小枝鶴という噺家がいたため、まず小枝鶴の改名を果たしてから、ということになった。しかし、披露の期日が迫っても一向に埒が明かないため、師匠の実弟・2代目笑福亭福松の前名である「福圓」を名乗ることになった。
京都落語界の重鎮で、初代桂枝太郎の主催する京桂派では「一五会」という勉強会を提唱し、若手育成に努めた。その後上方落語の凋落期を迎え活動場所がなくなり神戸の端席や中国に巡業をするようになる。5代目笑福亭松鶴とは若年時からの親しい間柄で、5代目松鶴の主催する「楽語荘」が始まると真っ先に同人となり、京都公演時には主任を務めているが病気がちで高座を務める機会は少なかった。
名人として称えられた京都落語会の先輩・4代目桂文吾の薫陶を受け、ぽつぽつと呟くような枕の振り方や、じっくりと聞かせる噺の運びに、俗受けを狙わない、本格派としての矜持があった。雑誌『上方はなし』に掲載された批評でも、概ね福圓の口演には高い評価が与えられている。
また、『上方はなし』誌上でも健筆を振るい、ユーモアに溢れた随筆を数多く掲載している。
得意ネタは『へっつい盗人』『黄金の大黒』『禁酒関所』等があった。SPレコードは『黄金の大黒』を1937年に残している。
妻は下座ではなと言い、戦後まで下座として務めていた、弟子には福之助（後に漫才に転じた鹿島洋々で相方は深田繁子）らがいる。